# Вологодский гуманитарный институт
Вологодский гуманитарный институт — структурное подразделение ВоГУ, институт, образованный в 2018 году путём слияния трёх факультетов: исторического, филологического и факультета иностранных языков. Появился в результате закрытия ВГПУ и занял его территорию, главное здание института расположено в бывшем восьмом корпусе. Ранее именовался как «Вологодский институт социальных и гуманитарных наук» и «Вологодский институт истории и филологии». Полностью реорганизован в феврале 2021 года со сменой руководящего состава.

## История реорганизации
Осенью 2012 года министерство образования и науки Российской Федерации охарактеризовало Вологодский государственный педагогический университет как «неэффективный». Такую же оценку получила Вологодская государственная молочнохозяйственная академия, однако реорганизована не была. Изначально планировалось слияние университета с ВоГТУ, которое в итоге и произошло, но с некоторой коррекцией: ВоГТУ был переименован в ВоГУ, а педагогический университет присоединён к нему в качестве структурного подразделения. 
Исторический факультет ВГПУ также влился в состав нового ВУЗа и по итогам рейтинга вышел на первое место. Присоединение было приурочено к восьмидесятилетию факультета. В 2018 году факультеты иностранного языка, филологии и истории сливаются в один институт истории и филологии. Директором института становится декан исторического факультета Василий Анатольевич Саблин. 
В феврале 2021 года институт снова был реорганизован. Основной целью изменений стала необходимость появления в Вологде регионального центра гуманитарного образования. Новым директором института была назначена доктор филологических наук Наталья Ястреб.

## Руководители
- Василий Анатольевич Саблин (2018-2021),
- Ястреб, Наталья Андреевна[6] (с 1 февраля 2021 года)